# Ким Хантер
Ким Хантер (енгл. Kim Hunter) је била америчка глумица, рођена 12. септембра 1922. године у Детроиту, а преминула 11. септембра 2002. године у Њујорку.

## Филмографија
| Улоге Ким Хантер |                       |               |                |          |
| Година           | Српски назив          | Изворни назив | Улога          | Напомена |
| 1943.            | Седма жртва           |               | Мери Гибсон    |          |
| 1946.            | Питање живота и смрти |               | Џун            |          |
| 1951.            | Трамвај звани жеља    |               | Стела Ковалски |          |
| 1968.            | Планета мајмуна       |               | др Зира        |          |
| 1990.            | Два зла ока           |               | госпођа Пим    |          |